# André Kostelanetz
André Kostelanetz (en russe : Абрам Наумович Костелянец ; Saint-Pétersbourg, 22 décembre 1901 – Port-au-Prince, Haïti, 13 janvier 1980) est un chef d'orchestre et arrangeur américain d'origine russe, qui est l'un des représentants majeurs de la musique populaire d'orchestre.

## Biographie
Abram Naumovich Kostelyanetz naît à Saint-Pétersbourg d'une importante famille juive. Il est un cousin du physicien Lew Kowarski,, ; son père, Nachman Yokhelevich (Naum Ignatyevich) Kostelyanetz était actif à la bourse de Saint-Pétersbourg ; son grand-père maternel, Aizik Yevelevich Dymshitz, était un riche marchand et industriel, engagé dans la production de bois de construction. Il est l'oncle du critique musical Richard Kostelanetz. André Kostelanetz effectue ses études musicales au Conservatoire de Saint-Pétersbourg et quitte la Russie en 1922.
Il arrive la même année aux États-Unis. Il est engagé comme accompagnateur au Metropolitan Opera de New York et dans les années 1920 dirige des concerts radiophoniques. Dans les années 1930, il commence sa propre émission hebdomadaire sur le réseau CBS, André Kostelanetz présente. Il est connu pour arranger et enregistrer des morceaux de musique classique légère, pour les auditoires de masse, ainsi que des versions pour orchestre de chansons et d'airs de Broadway. Il réalise de nombreux enregistrements au cours de sa carrière, qui atteint un chiffre d'affaires de plus de 50 millions de dollars, devenant la matière première de musique légère des stations de radio. Pendant de nombreuses années, il dirige l'orchestre philharmonique de New York en pop concerts et effectue des enregistrements, dans lequel l'ensemble est crédité en tant que André Kostelanetz et son Orchestre.[réf. nécessaire] Durant la guerre, il donne de nombreux concerts pour les forces armées.
André Kostelanetz est sans doute mieux connu du public moderne grâce à la série d'albums de musique instrumentale « easy listening » pour le label Columbia Records, des années 1940 jusqu'en 1980. Kostelanetz commence à faire ce genre de musique avant qu'elle ne soit appelée « easy listening » [d'écoute facile]. Il poursuit son travail même après que certains de ses contemporains, notamment Mantovani, ont arrêté d'enregistrer.[réf. nécessaire]
En dehors des États-Unis, l'une de ses œuvres les plus célèbres est l'arrangement pour orchestre de la chanson « With a Song in my Heart » [Avec une chanson dans mon cœur], qui a été la mélodie signature pendant longtemps d'un programme de radio de la BBC, d'abord appelé Forces Favourites, puis Family Favourites et enfin Two Way Family Favourites[réf. nécessaire] Sa technique d'arrangements avec une « concentration massive des sonorités instrumentales et de saturations harmoniques grâce à un remplissage de tierces et de sixtes a influencé la musique de film. ».
André Kostelanetz a dirigé de nombreuses œuvres, dont les plus gros succès sont Lincoln Portrait d'Aaron Copland, Portrait de Mark Twain de Jerome Kern, New England Triptych de William Schuman, Frontiers de Paul Creston, Hudson River Suite (1956) de Ferde Grofé, les portraits musicaux de Fiorello La Guardia et Dorothy Thompson de Virgil Thomson, Floating World et And God Created Whales (1970) d'Alan Hovhaness ou encore Magic Prison d'Ezra Laderman. William Walton a dédié son Capriccio burlesco (1968) à Kostelanetz, qui l'a créé le 7 décembre 1968 et enregistré avec l'orchestre philharmonique de New York.
Son dernier concert a été A Night in Old Vienna avec l'Orchestre symphonique de San Francisco au War Memorial Opera House, le 31 décembre 1979,.

## Vie personnelle
Sa première femme fut l'actrice et chanteuse Sarah Loy ; ils sont mariés, de 1923 à 1937, date à laquelle le mariage est dissous. Il se remarie l'année suivante avec la soprano Lily Pons, d'avec qui il divorce en 1958. Ils possédaient une maison à Palm Springs, en Californie, construite en 1955. En 1960, il épouse Sara Gene Orcutt ; le mariage a duré plusieurs années
Son frère Boris Kostelanetz (1911–2006) était procureur et avocat, luttant contre le crime organisé et l'évasion fiscale.
Kostelanetz est mort d'une pneumonie, à Port-au-Prince en Haïti le 13 janvier 1980, à l'âge de 78 ans.
Le 11 octobre 1980, le New York Philharmonic rend hommage à celui qui a dirigé l'orchestre durant 40 ans, de 1939 à 1979, par A Tribute to Andre Kostelanetz, que dirige Zubin Mehta.

## Discographie (partielle)
Il convient de noter que bon nombre des premières versions microsillon étaient en fait des rééditions d'albums publiés auparavant sur disques 78 tours. Musical Comedy Favorites, par exemple, a été commercialisé comme volume 1 (album M-430) à la fin de 1940, pour chansons 1 à 8, et le volume 2 (M-502), publié en 1941, pour les 8 autres chansons sur le seconde face du LP.
| - Season's Greetings from Barbra Streisand and Friend's,1967, Columbia Special Products, CSS 1075 - Music of Sigmund Romberg,1946, Columbia Masterworks MM635 - The Music of Victor Herbert, Columbia Masterworks M-415 - Tchaikovsky: Nutcracker Suite, Op. 71a, 1956, Columbia Long Playing CL 730 - Music of Irving Berlin, 1950, Columbia Masterworks MM/ML-4314 - The Music of Stephen Foster, 1941, 3 LP Set, Columbia Masterworks M-442 78's - The Music of Chopin, 1949, Columbia Masterworks MM-840 - Waltzes of Johann Strauss, 1948, Columbia Masterworks ML-2011 10" album - Music of Cole Porter, 1948, Columbia Masterworks ML-2014 - Music of George Gershwin, 1948, Columbia Masterworks 2026 - Mississippi Suite, 1948, Columbia Masterworks ML-2046 10" album - Invitation to the Waltz, 1948, Columbia Masterworks ML-2069 10" album - Swan Lake, Columbia Masterworks ML-4308 1950 - An American in Paris, Columbia Masterworks ML-4455 1951 - Black Magic, 1955, Columbia CL 712 - Grofé: Grand Canyon Suite, 1955, Columbia CL 716 - Prokofiev, Peter and the Wolf & Saint-Seans, Carnival of the Animals, 1955, Columbia CL 720 - Music of Vincent Youmans, 1955, Columbia CL 734 - Verdi: Aida, 1955, Columbia CL 755 - Bravo!, 1955, Columbia CL 758 - Vienna Nights, 1955, Columbia CL 769 - Music of Fritz Kreisler, Music of Sigmund Romberg, 1955, Columbia CL 771 - You and the Night and the Music, 1955, Columbia CL 772 - Musical Comedy Favorites, 1955, Columbia CL 775 - Music of Jerome Kern, 1955, Columbia CL 776 - The Lure of the Tropics, 1955, Columbia CL 780 - Stardust, 1955, Columbia CL 781 - Kostelanetz Conducts..., 1955, Columbia CL 786 - An American In Paris/Rhapsody In Blue, 1955, Columbia CL 795 - La Boheme for Orchestra, 1955, Columbia CL 797 - Clair de Lune and Popular Favorites, 1955, Columbia CL 798 - La Traviata, 1955 Columbia CL 799 - The Sleeping Beauty, 1956, Columbia CL 804 - Strauss Waltzes, 1956, Columbia CL 805 - Calendar Girl, 1956, Columbia CL 811 - Bolero!, 1956, Columbia CL 833 - The Very Thought of You, 1956, Columbia CL 843 - Music of Chopin, 1956, Columbia CL 862 - Cafe Continental, 1956, Columbia CL 863 - Beautiful Dreamer: Music of Stephen Foster, 1956, Columbia CL 864 - Broadway Spectacular, 1956, Columbia CL 865 - Madame Butterfly, 1956, Columbia CL 869 - Tender Is the Night, 1956, Columbia CL 886 - The Lure of Spain, 1957, Columbia CL 943 - Rigoletto, 1957, Columbia CL 970 - The Romantic Music of Rachmaninoff, 1957, Columbia CL 1001 - The Lure of France, 1958, Columbia CL 1054/CS 8111 - The Columbia Album of Richard Rodgers, Vol. 1, 1958, Columbia CL 1068 - The Columbia Album of Richard Rodgers, Vol. 2, 1958, Columbia CL 1069 - Blues Opera, 1958, Columbia CL 1099 - Encore!, 1958, Columbia CL 1135/CS 8008 - Theatre Party, 1958, Columbia CL 1199/CS 8026 - The Romantic Music of Tchaikovsky, Vol. 1, 1958, Columbia CL 1208 - The Romantic Music of Tchaikovsky, Vol. 2, 1958, Columbia CL 1209 - Romantic Arias for Orchestra, 1959, Columbia CL 1263 - Flower Drum Song, 1959, Columbia CL 1280/CS 8095 | - Great Waltzes, 1959, Columbia CL 1321 - The Lure of Paradise, 1959, Columbia CL 1335/CS 8144 - Strauss Waltzes, 1959, Columbia CL 1354/CS 8162 - Gypsy Passion, 1960, Columbia CL 1431/CS 8228 - Joy to the World, 1960, Columbia CL 1528/CS 8328 - The Unsinkable Molly Brown, 1960, Columbia CL 1576/CS 8376 - Kostelanetz Favorites Columbia ML 4065 - The Nutcracker Suite, 1961, Columbia Masterworks 6264 - The New Wonderland of Sound, 1961, Columbia CL 1657/CS 8457 - Star Spangled Marches, 1962, Columbia CL 1718/CS 8518 - Broadway's Greatest Hits, 1962, Columbia CL 1827/CS 8627 - Fire and Jealousy, Columbia CL 1898/CS 8698 - Music from "Mr. President", 1962, Columbia CL 1921/CS 8721 - World Favorite Romantic Concertos for Piano & Orchestra, 1963, Columbia Masterworks ML 5876/MS 6476 - Wonderland of Sound, 1963, Columbia-CL-1938 - Wonderland of Golden Hits, 1963, Columbia CL 2039/CS 8839 - Wonderland of Christmas, 1963, Columbia CL 2068/CS 8868 - Kostelanetz in Wonderland: Golden Encores, 1963, Columbia CL 2078/CS 8878 - New York Wonderland, 1964, Columbia CL 2138/CS 8938 - I Wish You Love, 1964, Columbia CL 2185/CS 8985 - New Orleans Wonderland, 1964, Columbia CL 2250/CS 9050 - The Romantic Strings of Andre Kostelanetz, 1965, Columbia Masterworks ML 6119/MS 6711 - Wishing You a Merry Christmas, 1965, Columbia Masterworks ML 6179/MS 6779 - Romantic Waltzes by Tchaikovsky, 1965, Columbia Masterworks MS 6824 - Warsaw Concerto, 1966, Columbia Masterworks ML 6226/MS 6826 (reissue of 1963 ML 5876/MS 6476) - Today's Golden Hits, 1966, Columbia CS 9334 - The Shadow of Your Smile, 1966, Columbia CS 13285 - Exotic Nights, 1967, Columbia CS 9381 - The Kostelanetz Sound of Today, 1967, Columbia CS 9409 - Scarborough Fair, 1968, Columbia CS 9623 - For the Young at Heart, 1968, Columbia CS 9691 - Traces, 1969, Columbia CS 9823 - Andre Kostelanetz Conducts Puccini's "La Boheme" for Orchestra, 1969, Columbia Masterworks MS 7219 - Greatest Hits of the '60s, 1970, Columbia CS 9973 - I'll Never Fall In Love Again, 1970, Columbia CS 9998 - Everything Is Beautiful, 1970, Columbia 30037 - Sunset, 1970, Columbia Masterworks 30075 - And God Created Great Whales (Hovhaness), 1971, Columbia 30390 - Love Story, 1971, Columbia 30501 - For All We Know, 1971, Columbia 30672 - Plays Chicago, 1971, Columbia 31002 - Plays Cole Porter, 1972, Columbia 31491 - Love Theme From "The Godfather", 1972, Harmony 31500 - Last Tango In Paris, 1973, Columbia 32187 - Moon River, 1973, Columbia 32243 - Plays Great Hits of Today, 1973, Columbia 32415 - The Way We Were, 1974, Columbia 32578 - Plays Michel Legrand's Greatest Hits, 1974, Columbia 32580 - Plays Gershwin, 1974, Columbia 32825 - Musical Reflections of Broadway And Hollywood, 1974, Columbia 33061 - Plays "Murder on the Orient Express", 1975, Columbia 33437 - Never Can Say Goodbye, 1975, Columbia 33550 - I'm Easy, 1976, Columbia 34157 - Dance With Me, 1976, Columbia 34352 - Plays Broadway's Greatest Hits, 1977, Columbia 34864 - You Light Up My Life, 1978, Columbia 35328 - Theme From "Superman", 1979, Columbia 35781 - Various Themes, 1980, Columbia 36382 - Andre Kostelanetz & His Orchestra: "Carmen" LP #693cl735 Columbia 1950 |